# The Early Years, Volume Two
The Early Years, Volume Two è la seconda parte di una raccolta del cantautore statunitense Tom Waits. 
 Nonostante il titolo (I primi anni), queste canzoni sono state registrate dal luglio all'agosto 1971, prima del suo debutto con Closing Time.

## Tracce
Testi e musiche di Tom Waits.
1. Hope I Don't Fall in Love With You – 5:01
2. Ol' '55 – 4:07
3. Mockin' Bird – 3:27
4. In Between Love – 3:01
5. Blue Skies – 2:13
6. Nobody – 2:47
7. I Want You – 1:22
8. Shiver Me Timbers – 3:48
9. Grapefruit Moon – 4:36
10. Diamonds on my Windshield – 3:10
11. Please Call Me, Baby – 3:43
12. So it Goes – 2:31
13. Old Shoes – 4:24